# Daisy Tahan
Daisy Tahan (Glen Rock (New Jersey), 25 maart 2001) is een Amerikaanse actrice en voormalig jeugdactrice. 

## Biografie
Tahan is een zus van acteur Charlie Tahan en heeft nog een oudere broer.

## Filmografie

### Films
- 2018 The Kindergarten Teacher - als Lainie
- 2016 The Nice Guys - als Jessica
- 2014 A Most Violent Year - als Annie Morales
- 2013 Blood Ties – als Robin
- 2013 Molly's Theory of Relativity – als Ruby
- 2012 The Corrections – als jonge Denise
- 2010 Little Fockers – als Samantha Focker
- 2009 Love and Other Impossible Pursuits – als Emma
- 2009 Motherhood – als Clara
- 2009 Once More with Feeling – als Chloe
- 2008 Synecdoche, New York – als Ariel
- 2007 The Girl in the Park – als Maggie
- 2007 Then She Found Me – als Ruby

### Televisieseries
Uitgezonderd eenmalige gastrollen.
- 2014 Believe - als Rachel - 2 afl.
- 2013 House of Cards – als Sarah Russo – 4 afl.
- 2009 Nurse Jackie – als Fiona Peyton – 11 afl..

- Library of Congress Control Number: no2015165042
- Virtual International Authority File: 167145541822696601048
- WorldCat: E39PBJgRXfKHrBRdCM7H3CrDv3